# Katedra św. Wiktora w Xanten
Dawna kolegiata św. Wiktora (niem. Stiftskirche St. Viktor), zwyczajowo nazywana katedrą (niem. Xantener Dom) – rzymskokatolicka świątynia znajdująca się w niemieckim mieście Xanten. Nosi tytuł Propsteikirche oraz godność bazyliki mniejszej.

## Historia
W 400 roku, nad grobem męczennika św. Wiktora z Xanten, wzniesiono niewielki budynek z muru pruskiego, a wokół niego ulokowano cmentarz. W połowie VIII wieku założono tu kapitułę kanoników. Około 800 powstał kościół salowy, który z czasem rozbudowano do trójnawowej bazyliki. Jednym z kanoników był Norbert z Xanten, późniejszy arcybiskup Magdeburga i założyciel zakonu norbertanów. Budowę dzisiejszej świątyni rozpoczęto 22 sierpnia 1263, z poprzedniego budynku zachowano zachodnią emporę z lat 1180–1213. W 1529 ukończono budowę wież, a prace budowlane nad kolegiatą trwały do 1550 roku.
W 1802, za okupacji napoleońskiej, istniejącą od ponad tysiąca lat kapitułę zsekularuyzowano, a świątynia przeszła w ręce rzymskokatolickiej parafii. W 1815 roku planowano rozebrać lektorium, lecz zapobiegł temu architekt i malarz Karl Friedrich Schinkel. W 1849 założono stowarzyszenie budowy katedry. W latach 1857–1868 zachodnia część świątyni została wyremontowana przez architekta Carla Cuna, wraz z końcem prac stowarzyszenie rozwiązano. W 1933 roku znaleziono grobowiec, w którym prawdopodobnie złożone były szczątki św. Wiktora, a w 1936 kard. Clemens August Graf von Galen poświęcił znajdującą się wokół niego kryptę. 13 maja 1936 papież Pius XI wyniósł kościół do godności bazyliki mniejszej.
Podczas nalotów z 10 i 21 lutego 1945 świątynia została zniszczona, a śmierć pod gruzami świątyni poniósł radca budowlany katedry. W latach 1947-1966 trwały prace rekonstrukcyjne. W 1966 kruchtę rozbudowano na cześć męczenników z czasów III Rzeszy.

## Architektura i wyposażenie
Świątynia gotycka, pięcionawowa, o układzie bazylikowym. Przykrywają ją sklepienia krzyżowe i gwiaździste, okna dekorują maswerki. Dwie wieże mają wysokość 74 i 72 m. Nawa główna jest oddzielona od prezbiterium za pomocą lektorium. Wewnątrz zachowała się romańska empora zachodnia.
W ołtarzu głównym złożono relikwie św. Wiktora. Ołtarz boczny, znany jako Marienaltar, reprezentuje sztukę późnogotycką. Predellę ołtarza wyrzeźbił Heinrich Douvermann, a pozostałą część jego uczniowie – Henrick van Holt i Arnt van Tricht. Trójmanuałowe organy wykonało w 1975 roku w przedsiębiorstwo Romanus Seifert & Sohn z Kevelaeru. W krypcie znajdują się groby: bł. Karola Leisnera, Heinza Bella i Gerharda Storma, przechowywane są w niej również relikwie bł. kard. Clemensa Augusta Grafa von Galena. W wieży południowej zawieszonych jest łącznie osiem dzwonów, z czego trzy napędzane są manualnie przez dzwonników za pomocą 40-metrowych lin. Cztery dzwony mają rodowód średniowieczny: Große Viktor z 1450, Helena z 1461, Anna-Antonius z 1495, przelany w 1962 oraz Johannes z 1450. Prócz nich na wieży znajduje się renesansowy dzwon Barbara z 1527 i barokowy dzwon Viktor z 1634. Do hełmu wieży przymocowane są dwa dzwony zegarowe – Kathrina z początku XIV wieku i Martha z 1557 roku.

## Galeria

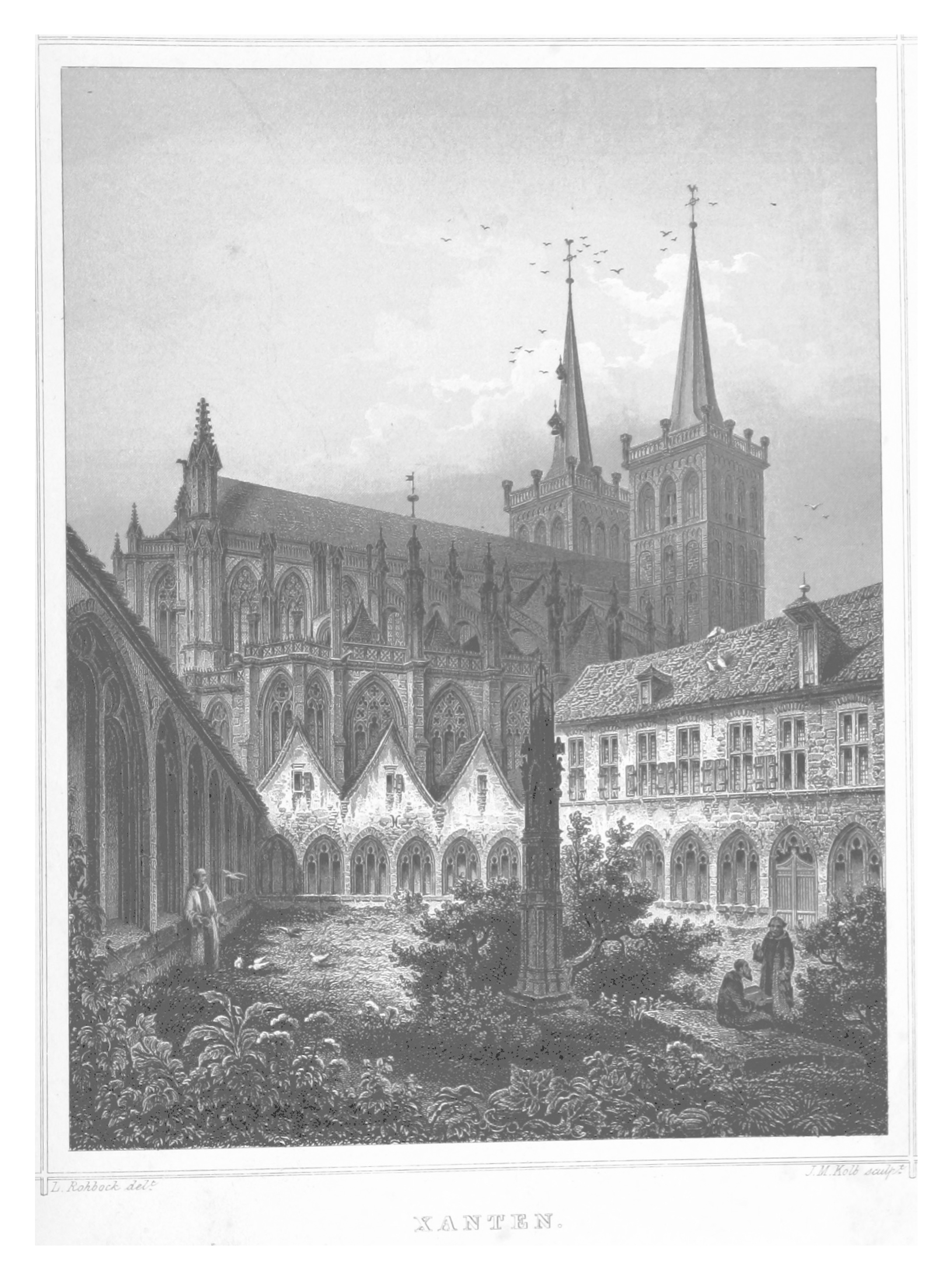
Katedra w 1852
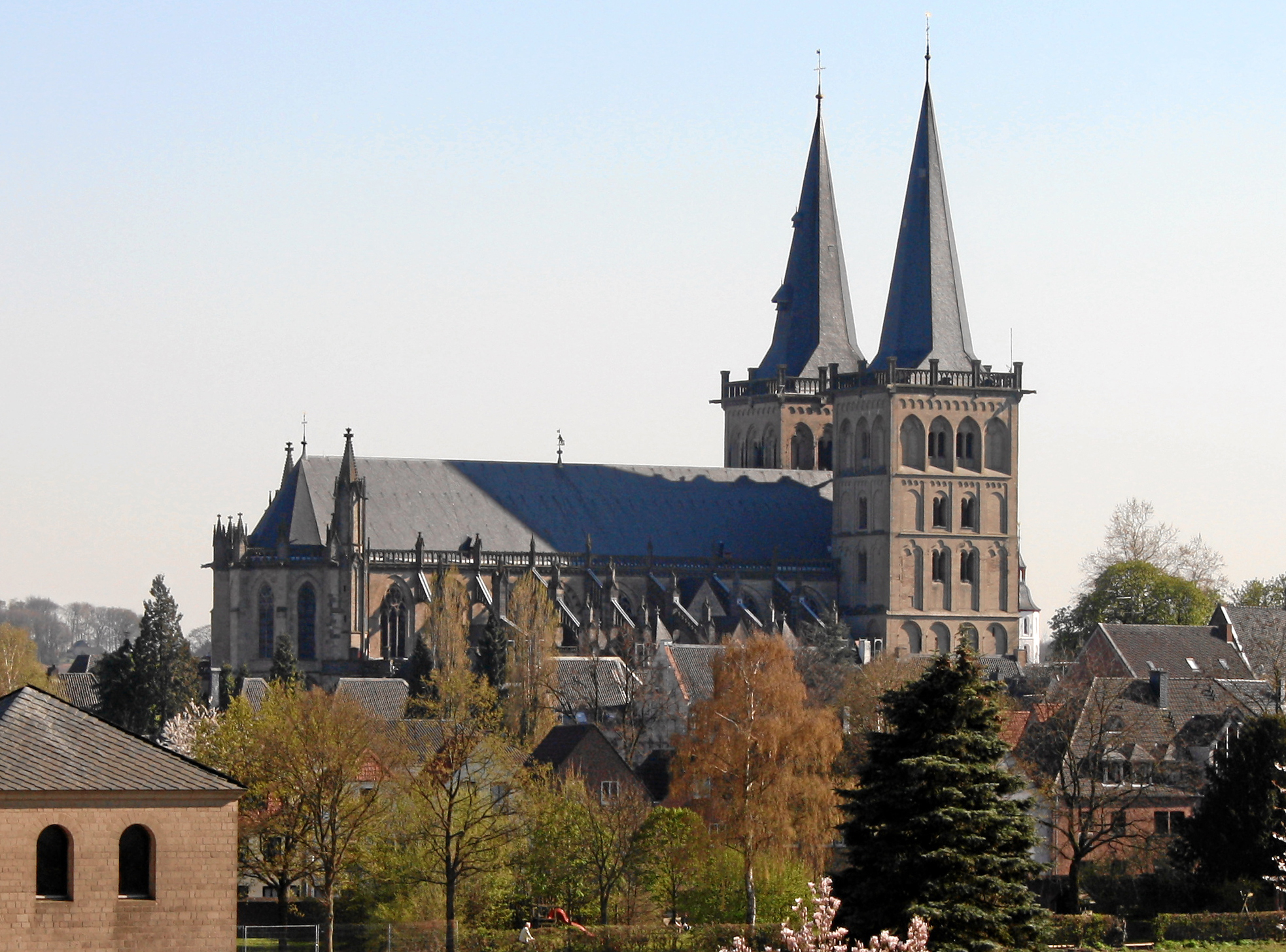
Widok z północy
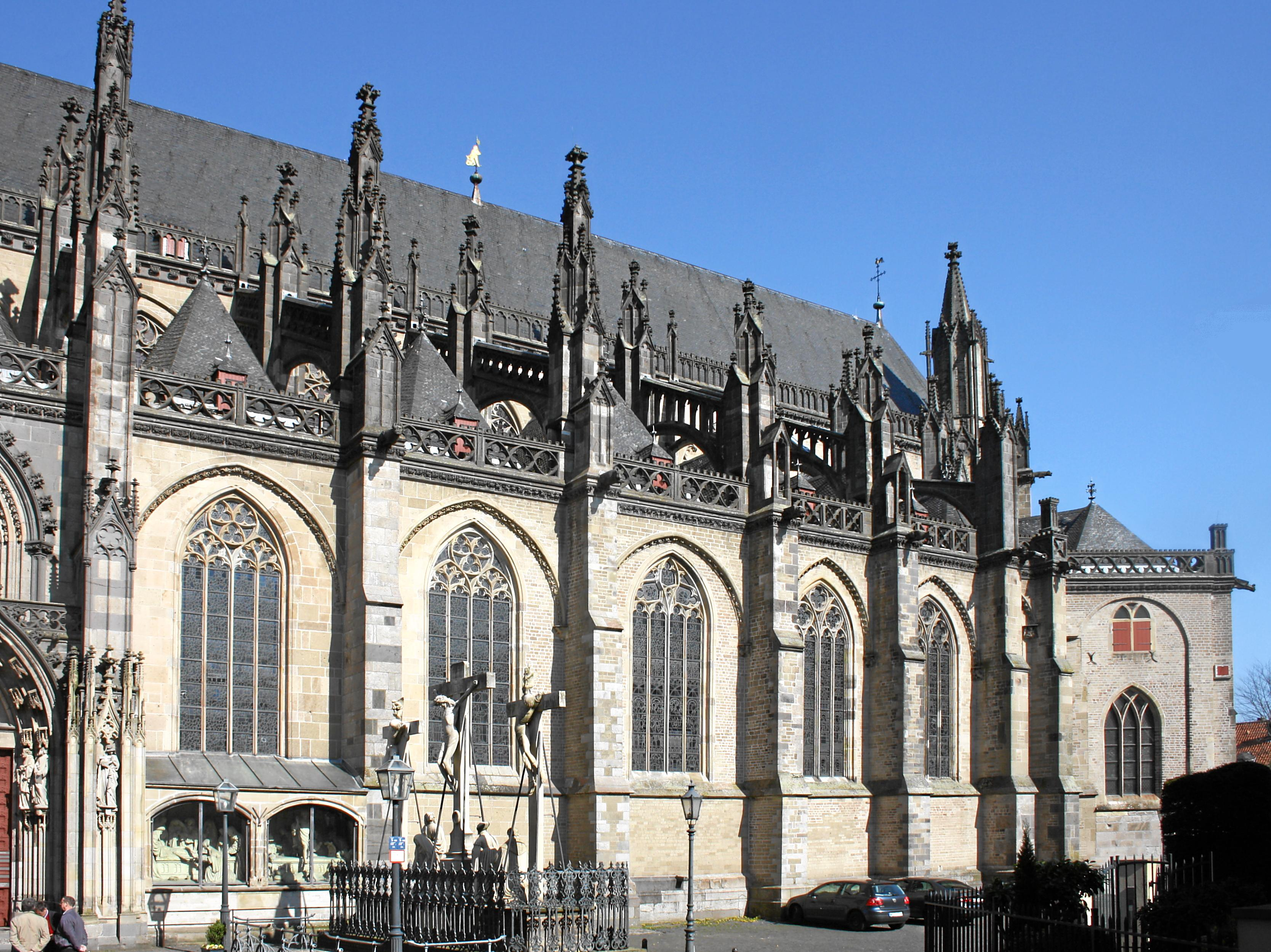
Południowa elewacja
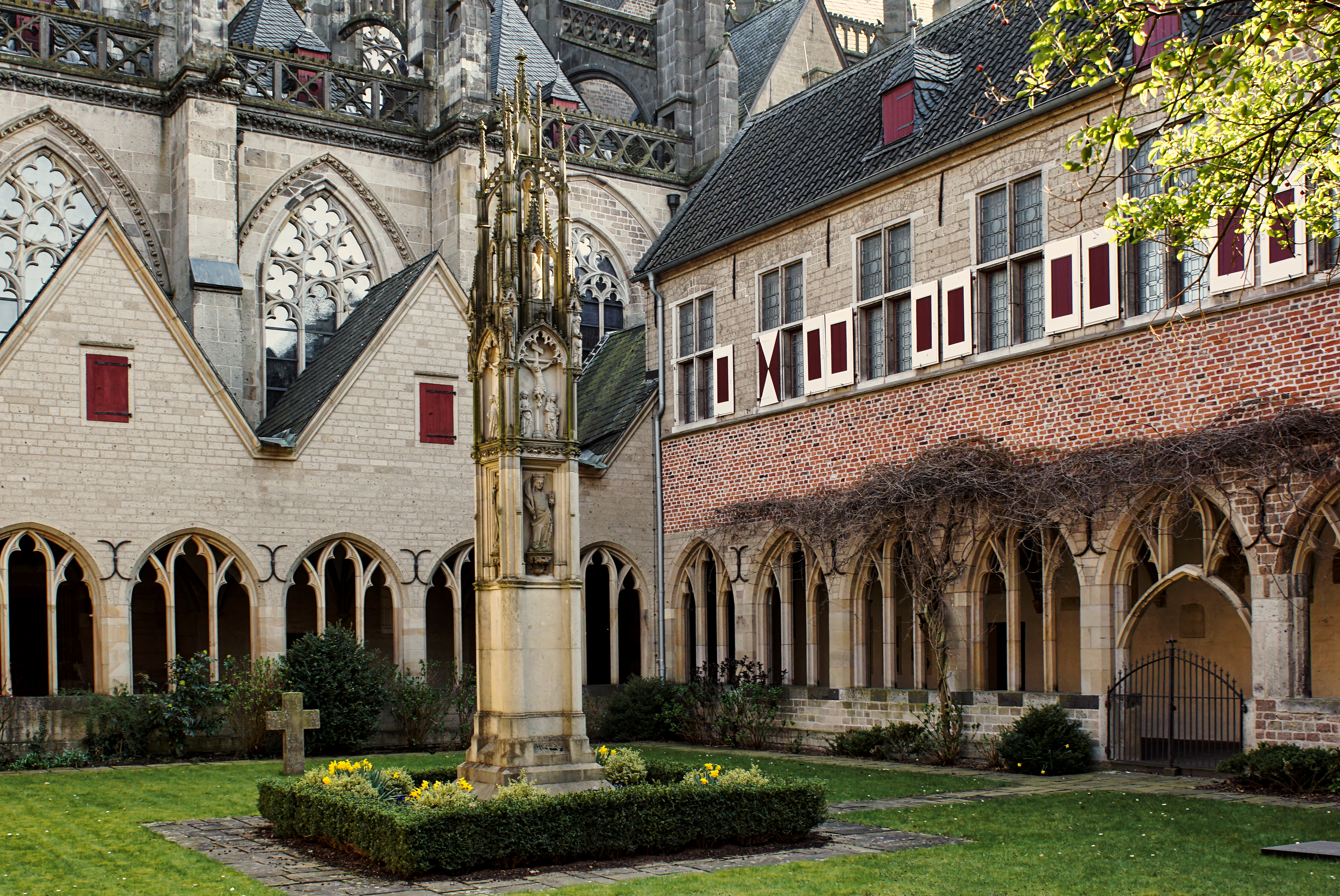
Krużganki przy katedrze
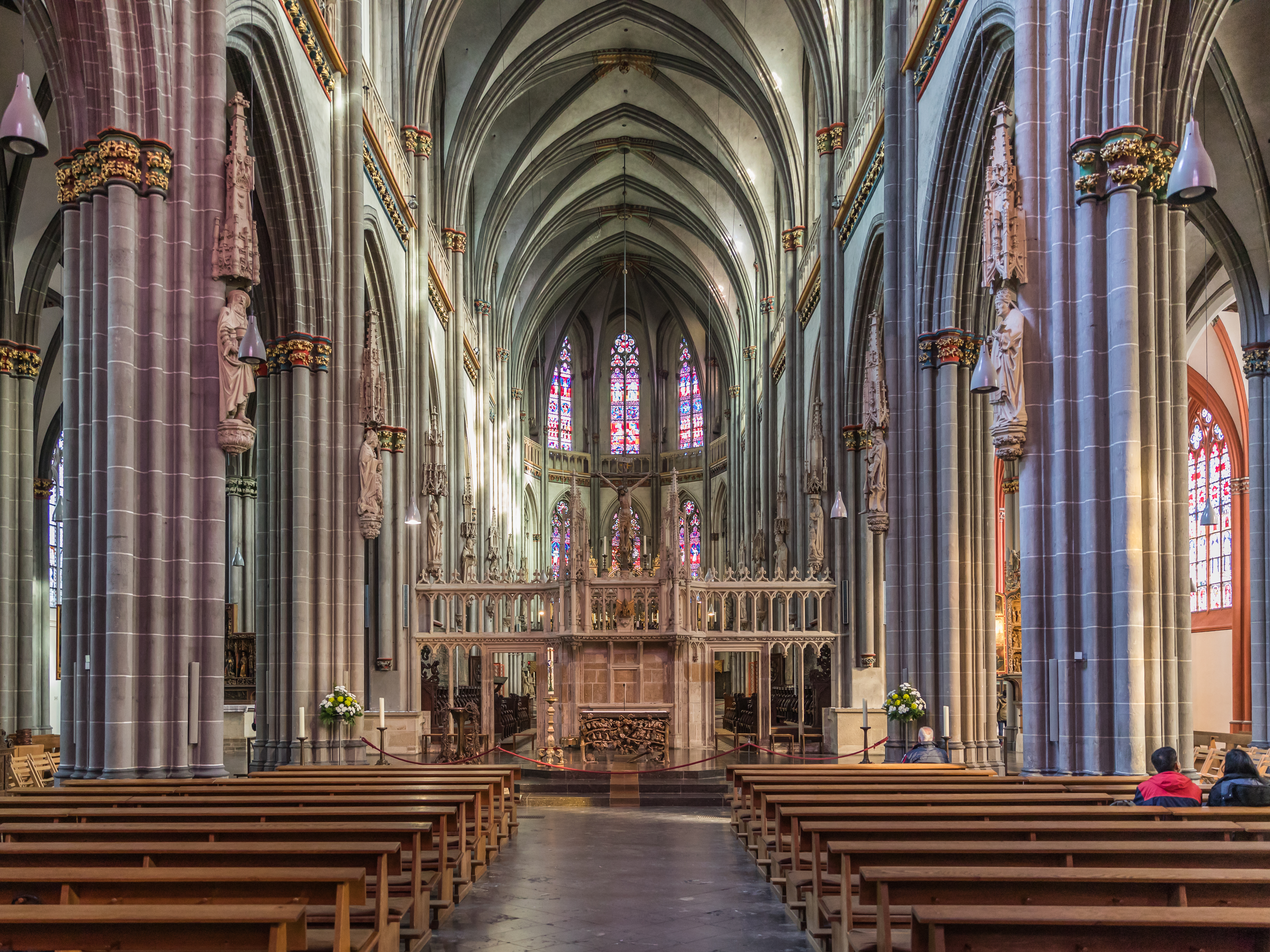
Wnętrze
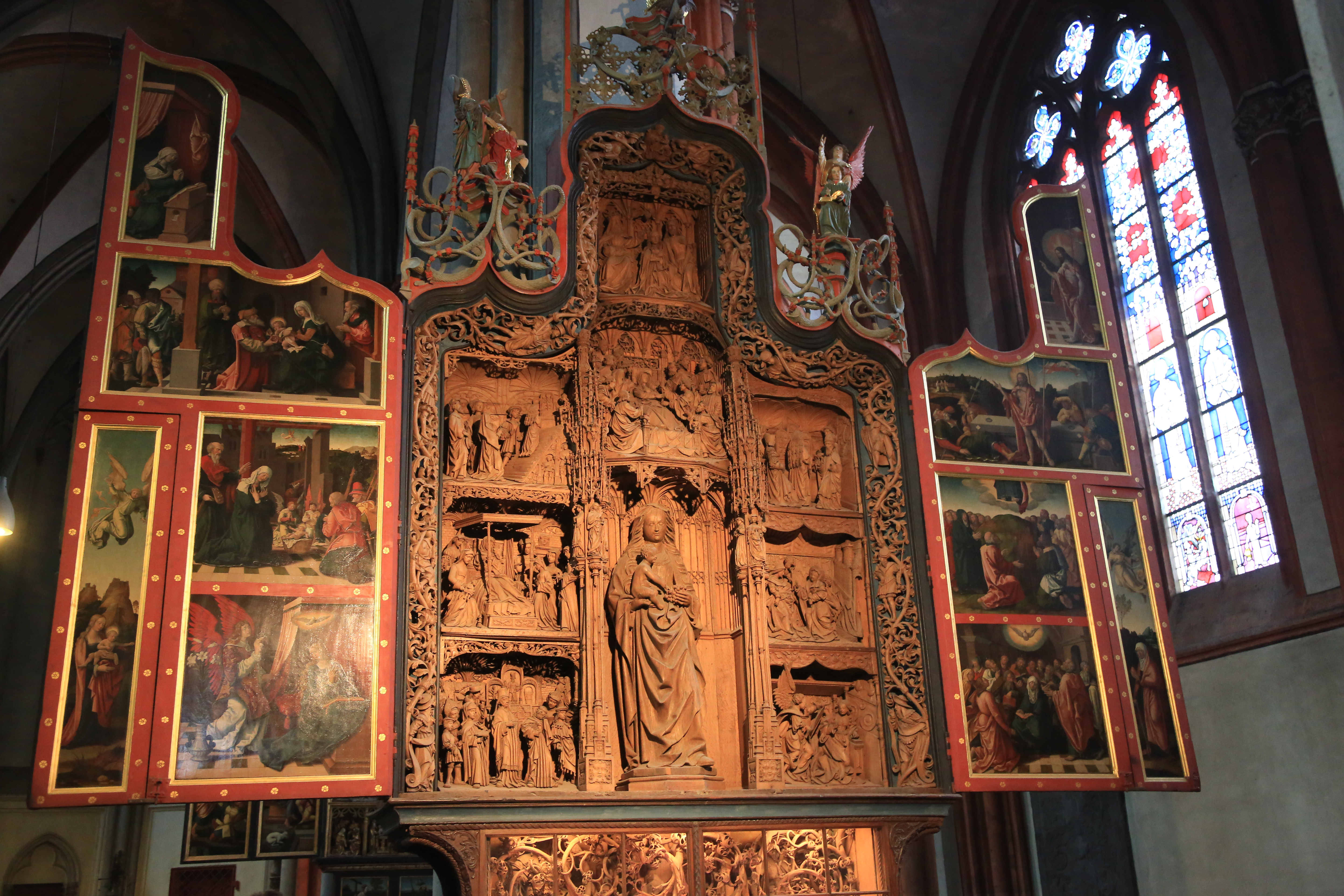
Marienaltar
Organy
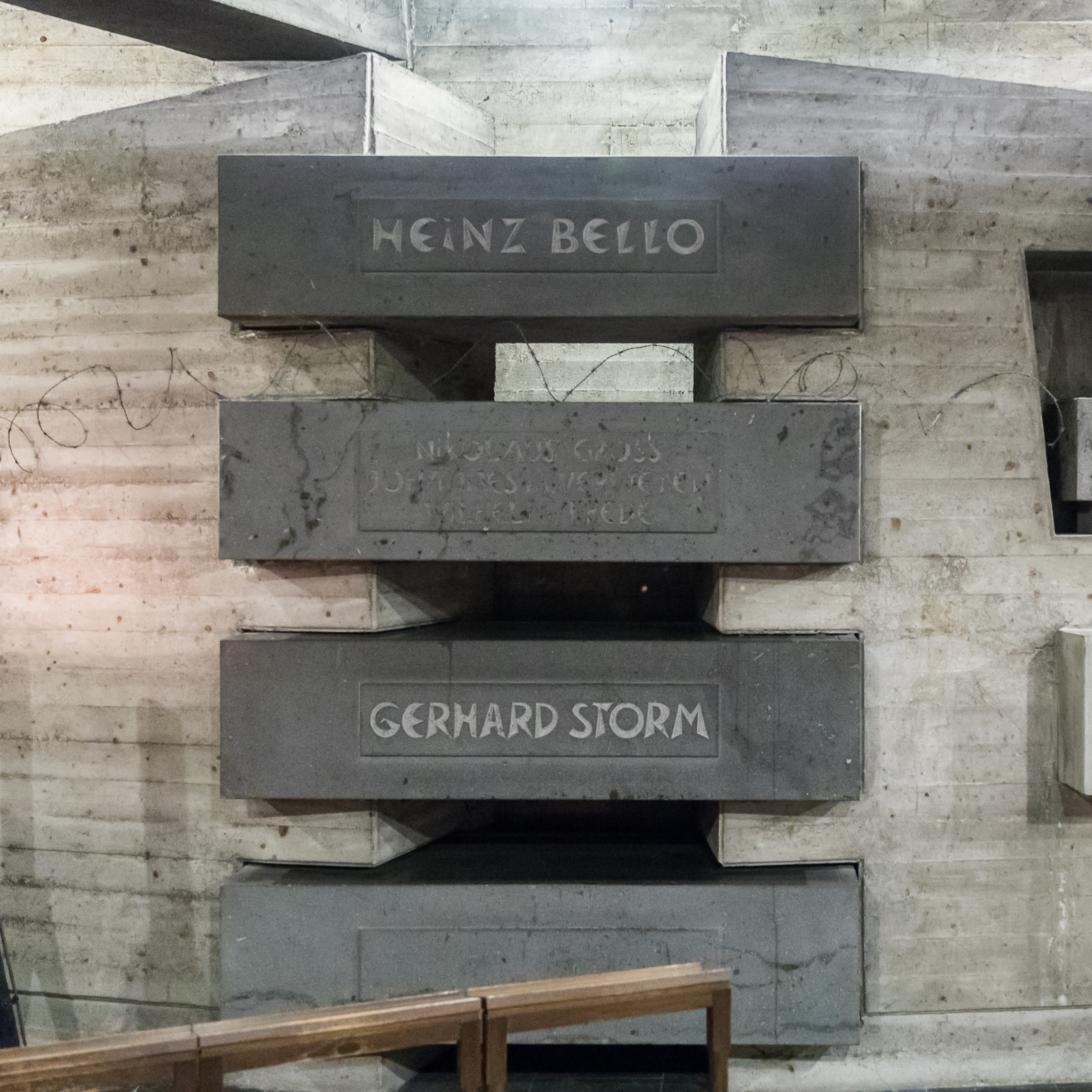
Groby Heinza Bella i Gerharda Storma w krypcie